# Бабичі (Мукачівський район)
Ба́бичі — село в Україні, у Закарпатській області, Мукачівському районі. Входить до складу Чинадіївської селищної громади.

## Історія
Назва Bábafalva має угорське походження, від угорського прізвища Баба, що взвучить як на румунській, так і на українській мовах, а також назву сільського іменника з особистим знаком особи.
Bábafalva назва 1478 року, 1599 Babosfalva, 1630 Babafalua, 1645 Baba Falwa, 1773 Babafalva, Bábafalva, Babitsch, Babicš, 1851 Bábafalu, Bibici, 1877 Bábafalva, Babicsi, 1913 Bábakút, 1925 Babič, 1930 Babiče, 1944 Bábakút, Бабичu, 1983 Бабичі.
Суфікс назви місця, назва угорського джерела, був названий після неправильного тлумачення прізвища Кутка. Bábakút — Бабичі було створено в 1889 році при злитті Бабафолво та Куткафолво, назва походить від об'єднання префіксів двох назв поселень.
У період Австро-Угорської імперії — село Мукачівського округу Березького комітату. Тогочасна офіційна назва — Бабакут (угор. Bábakút).
Село мало свою символіку: печатку з зображенням оленя (затверджена Міністерством внутрішніх справ Королівства Угорщини 1904 р.).

## Храм
Храм Св. Духа. 1892.
Вперше храм згадано в 1692 р.
У кінці XIX ст. Бабичі (за Угорщини — Babafalva) і Покуття (Kutkafalva), де була дерев'яна церковна будова Зішестя св. духа, збудована в 1779 p., злилися в одне село — Бабичі (Babakut). У 1733 р. сільським священиком був Василь Делеґан. Храм св. Михайла був дерев'яним, з одним дзвоном. Теперішня будова — типова мурована базиліка. За досить непевним переказом, храм будували 30 років. Зберігся письмовий договір 1937 р. між громадою та мукачівським майстром Іваном Гановським, за яким майстер повинен був відремонтувати зруйновану блискавкою вежу.
Іконостас зробили Василь Кампо та Іван Кенез у 1935 p., хоч в записах І. Павлишин-ця іконостас стоїть як його твір. У 1942 р. проведено ремонт храму, а в договорі про роботу фігурує прізвище Д. Мешко.
Біля храму стоїть дерев'яна одноярусна каркасна прямокутна в плані дзвіниця з різьбленими стовпчиками при вході, що несе шість дзвонів. Три дзвони відлито на ужгородській фабриці «Акорд» у 1925, 1929 та 1937 роках. Найменший виготовлено в Хомутові Ріхардом Герольдом у 1924 р. Кажуть, що дзвони завжди були в окремій дзвіниці, а на турні був лише один дзвін, який дзвонив за померлими.
Під час Другої Світової Війни, 17 жовтня 1944 року в селі Бабичі партизанським з'єднанням Василя Русина був розгромлений угорський гарнізон 23-го Сегедського полку.

## Присілки
Покуття
Покуття - колишнє село в Україні, в Закарпатській області.
Обєднане з селом Бабичі рішенням облвиконкому Закарпатської області №264 від 13.05.1960
Перша згадка 1543: Cuthfalwa, 1550: Kut, 1693: Pokutia , 1773: Kutkafalva, Pokutya, 1808: Kutkafalva, Pokuta, Pokutya, 1851: Kutkafalva (Pokutya) , 1877: Kutkafalva, Pokityá, 1930: Pokut’a , 1944: Kutkafalva, Покутя, 1960: Покуття
Колись функціонував дерев’яний храм Зішестя св. духа, збудована в 1779 p.
Село Покуття  відоме своїми сторінками партизанського руху. Саме тут діяло партизанське з'єднання на чолі з його командиром Русином В.П.

Делегановиця
Делегановиця - колишнє село в Україні, в Закарпатській області.
Обєднане з селом Бабичі
Згадки: 1600: Delegánfalva, 1645: Delegan Falwa, 1682: Delegánfalva, 1808: Deleganovicza    
Ванько
Ванько - колишнє село в Україні, в Закарпатській області. 
Обєднане з селом Бабичі
Згадки: 1600: Vanykofalva
Таркач
Таркач - колишнє село в Україні, в Закарпатській області.
Обєднане з селом Бабичі
Згадки: 1549: Tarkacsfalva, 1550: Tarkacz, 1552: Tarkotſfalwa, 1554: Tarkaczfalwa, 1566: Thakarcſffalwa, 1570: Tarkaczfalua

## Населення
Згідно з переписом УРСР 1989 року чисельність наявного населення села становила 1155 осіб, з яких 569 чоловіків та 586 жінок.
За переписом населення України 2001 року в селі мешкало 957 осіб.

## Туристичні місця
- храм Св. Духа. 1892.
- дзвіниця з різьбленими стовпчиками
- музей партизанської слави. Урочище «Кривуля» , що неподалік села Бабичі. Саме тут на невеликій галявині, між лісистими горами та біля гірської річки розташувався будиночок, облаштований під музей партизанської слави. У кількох кімнатах тематично розмістились експонати, стенди, речі, спорядження, якими користувались партизани. На видному місці у рамці фотопортрет Василя Павловича Русина, командира партизанського загону. 

### Мова
Розподіл населення за рідною мовою за даними перепису 2001 року:
| Мова       | Відсоток |
| ---------- | -------- |
| українська | 99,79 %  |
| німецька   | 0,10 %   |
| російська  | 0,10 %   |